# Nader Shah
Nāder Shāh Afshār, Nadir Shah (persisk: نادر شاه افشار eller Nāder Qoli Beg - نادر قلی بیگ og Tahmāsp Qoli Khān - تهماسپ قلی خان) november, 1688 eller 6. august 1698 – 19. juni 1747) var shah af Iran fra 1736 til 1747 og grundlægger af Afsharidriget. Begrund af hans militære geni, har nogle beskrivet ham som Napoleon af Persien og den anden Alexander. Nader Shah var medlem af en tyrkisk folkestamme i det nordlige Persien.

## Liv
Naders far var en fattig hyrde, der døde da Nader var barn. Efter en karriere som bandit og militærleder afsatte han den sidste shah af Safavide-dynastiet, Abbas 3. Nader Shah var en meget effektiv krigsleder.
Han blev myrdet i 1747. Hans efterkommere regerede Iran til 1796.